# Conus teramachii
Conus teramachii is een in zee levende slakkensoort uit het geslacht Conus. De slak behoort tot de familie Conidae. Conus teramachii werd in 1956 beschreven door Kuroda. Net zoals alle soorten binnen het geslacht Conus zijn deze slakken roofzuchtig en giftig. Zij bezitten een harpoenachtige structuur waarmee ze hun prooi kunnen steken en verlammen.